# ختمی

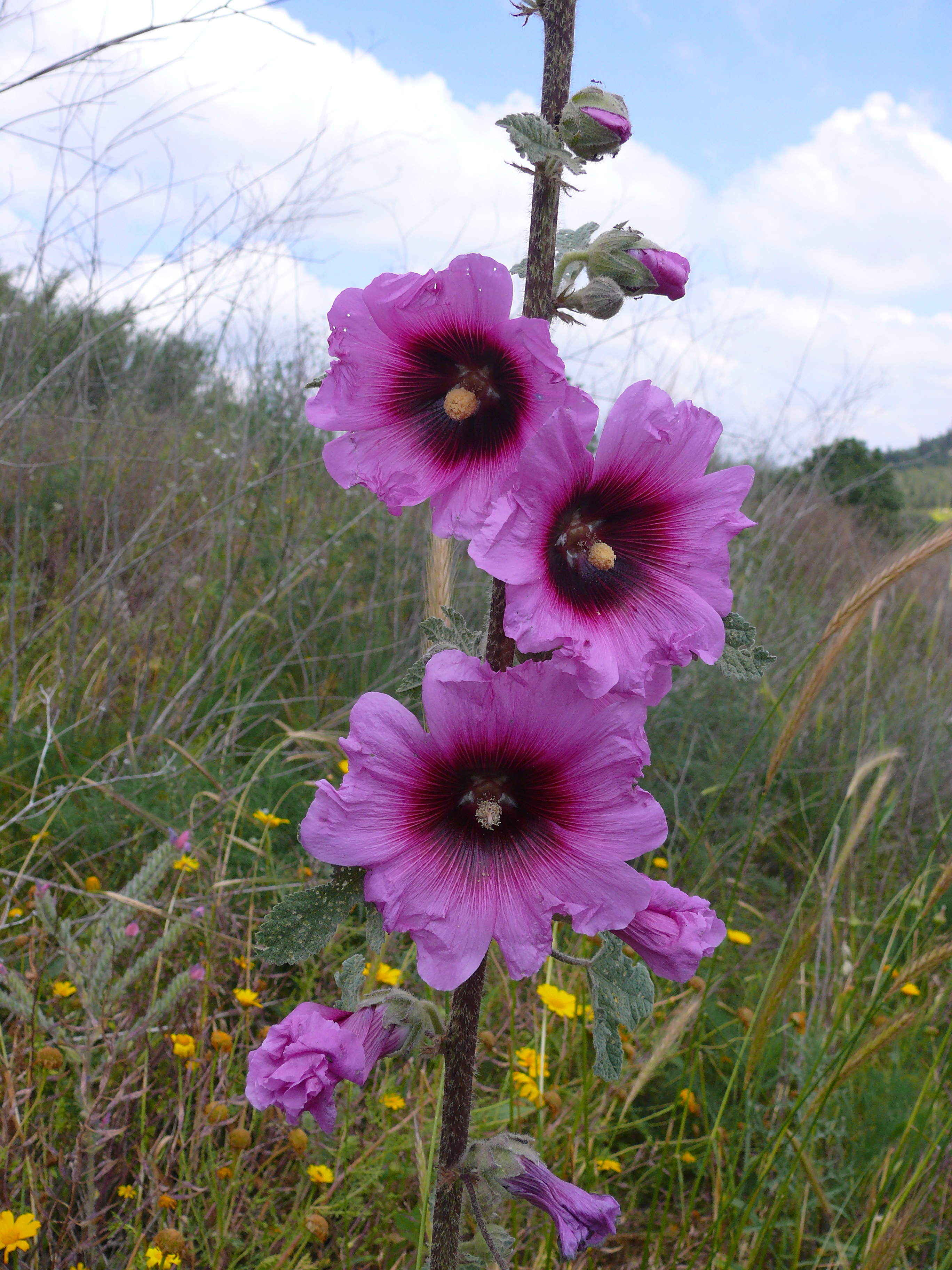
ختمی زبر

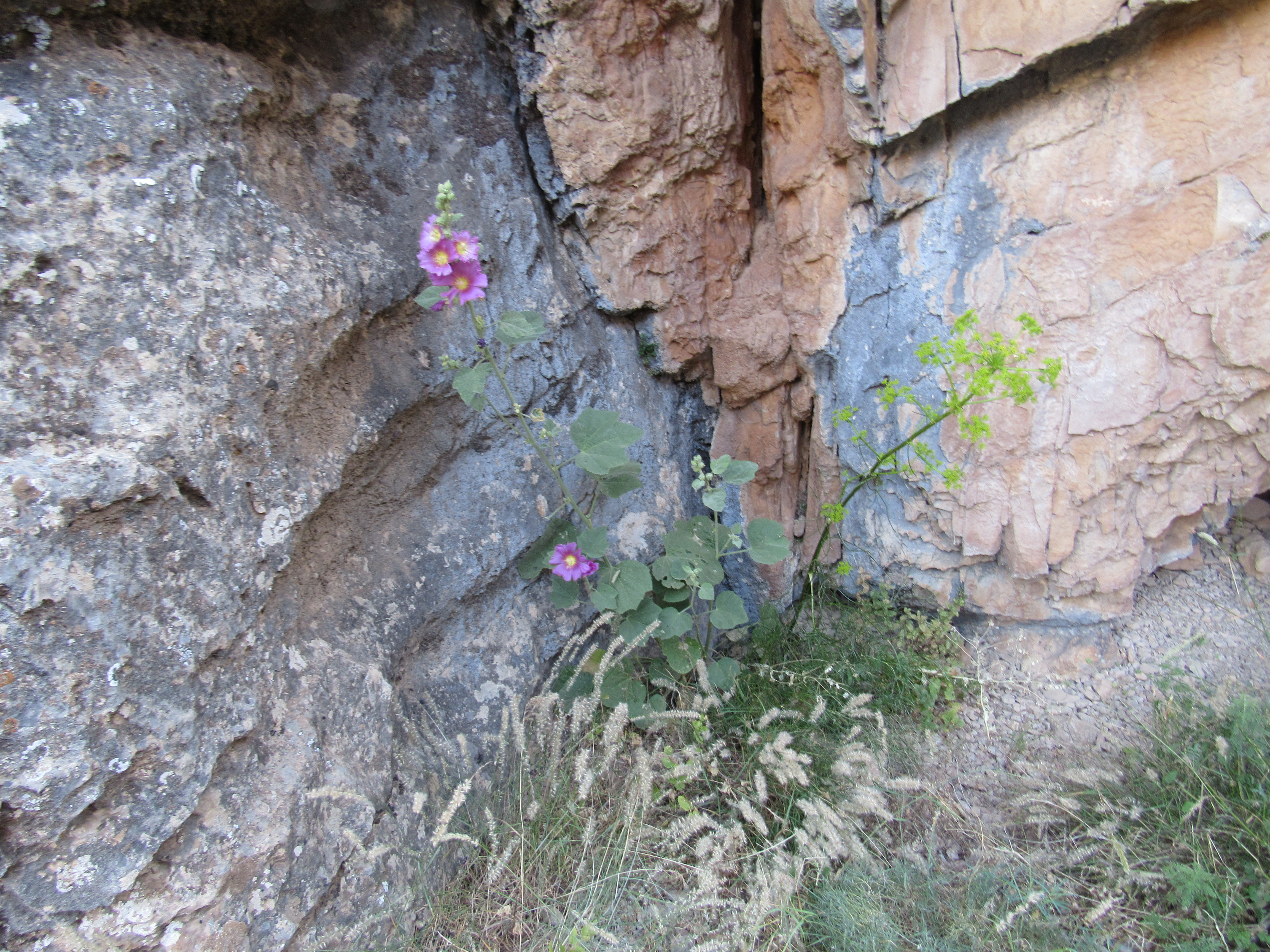
گل ختمی وحشی در ارتفاعات روستای زالی

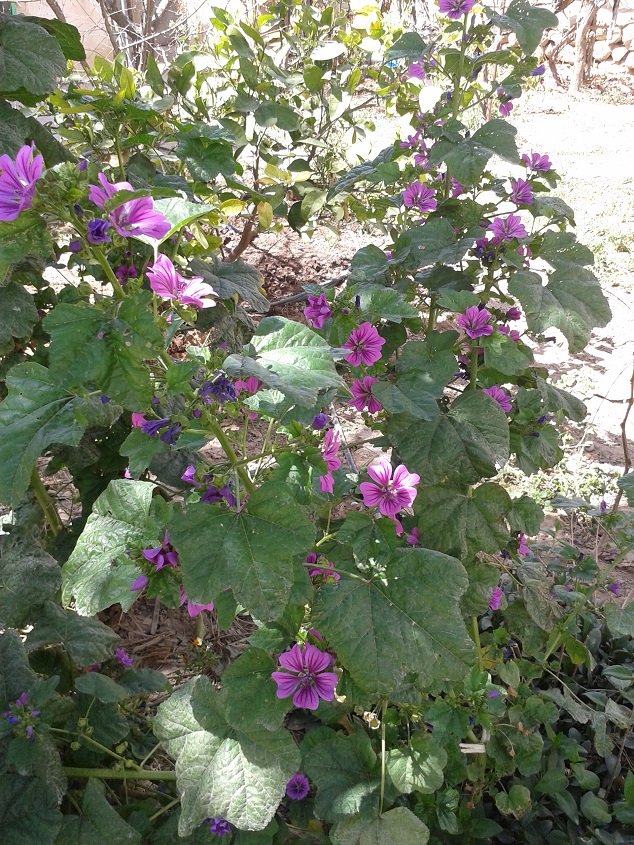
گل ختمی باغی ریز با رنگ بنفش

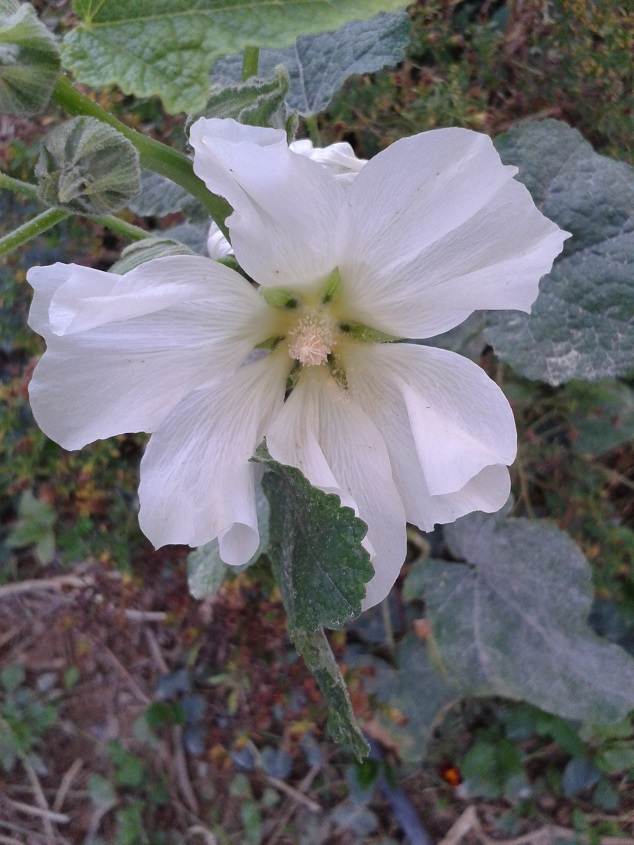
گل ختمی باغی سفید

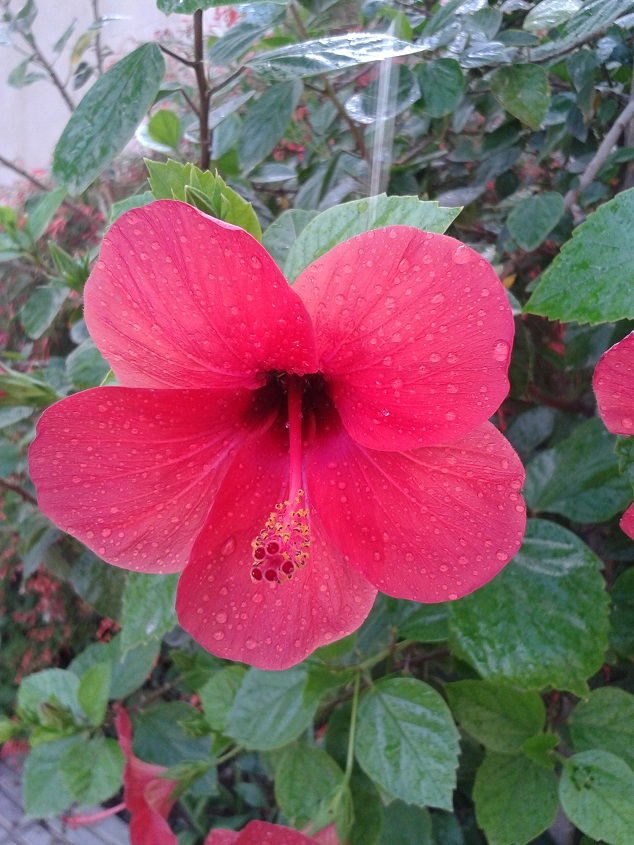
گل ختمی چینی با پرچم بلند

ختمی (خطمی) یا سپیده صبح  (نام علمی:  Alcea) سَرَده‌‌ای از گیاهان، از تیرهٔ پنیرکیان است. این سرده شامل بیش از ۸۰ گونهٔ گیاهی از آسیا و اروپا است. بومی مناطق گرم، زیر گرمسیری استوایی و نواحی گرمسیری بین دو مدار شمال و جنوب استوا در جهان است.
این گل در کنار کاربرد زینتی خود کاربردهای درمانی متعددی نیز دارد و می‌تواند بیماری‌های مختلف را درمان کند. این گیاه می‌تواند به درمان سرفه، سرما خوردگی، تب و مشکلات معده کمک کند. علاوه بر این می‌تواند از سنگ کلیه جلوگیری کند و برای رفع گرفتگی قفسه سینه نیز مفید است. 
از این گیاه برای درمان زخم معده، تب یونجه، التهاب مثانه، ورم معده، اسهال و برونشیت هم استفاده می‌کنند.
در زمان‌های قدیم از گل ختمی برای بهبود تب بالا استفاده می‌شد. این ماده در واقع خاصیت تب‌بری دارد و می‌تواند گرفتگی بینی را برطرف کند و علائم سرماخوردگی را نیز از بین ببرد. مصرف یک فنجان چای گل ختمی می‌تواند تب را تسکین دهد.
در مورد عوارض استفاده از گل ختمی هیچ اطلاعات دقیقی و موثقی تاکنون جمع‌آوری نشده است که بی‌خطر بودن یا آسیب‌زا بودن آن را به‌طور قطعی نشان دهد.
گرچه شواهد نشان می‌دهند این گیاه برای بیشتر افراد خطری ندارد و تقریبا همه می‌توانند از خواص درمانی آن استفاده کنند. درباره تداخل‌های این گیاه با داروهای شیمیایی مورد خاصی ذکر نشده است اما بهتر است توصیه‌های زیر را در نظر بگیرید.
به روش‌های زیادی می‌توان از این گیاه استفاده کرد:
- از گلبرگ این گیاه می‌توان برای رنگ دادن به محصولات شیرینی‌پزی‌ها استفاده کرد.
- برگ‌های آن به‌صورت خام قابل مصرف خواهد بود.
- از ریشه، ساقه و گل آن می‌توانید چای و جوشانده درست کنید.
- گلبرگ و غنچه‌های این گل را درون سالاد استفاده کنید.
- ساقه‌های جوان آن به‌شکل خام قابلیت مصرف دارد.
- به عنوان یک سبزی می‌تواند در انواع خورش و سوپ استفاده شود.

خواص درمانی گل ختمی خیلی زیاد است و تقریبا در هر زمینه‌ای استفاده می‌شود. اما این موضوع را نیز از خاطر نبرید که در مصرف هر نوع گیاه و دارویی باید دوز مصرفی و موارد احتیاطی آن را رعایت کنید تا از خطرات احتمالی جلوگیری شود.
دوز مناسب با عوامل زیادی مانند سن، سابقه بیماری و شرایط‌های دیگر بستگی دارد، اما باز هم تاکید می‌کنیم که توجه به این مساله از اهمیت بالایی برخوردار است.
نتیجه‌گیری علمی در مورد خودداری از مصرف گل ختمی در دوران بارداری و شیردهی وجود ندارد اما بهتر است در این دوران از استفاده از آن خودداری کنید.

## گونه‌ها
- ختمی افغانی Alcea afghanica
- ختمی ایرانشهری Alcea iranshahrii
- ختمی ایلامی Alcea ilamica
- ختمی روسی Alcea rugosa
- ختمی گرگانی Alcea gorganica
- ختمی معمولی Alcea rosea

## نگارخانه

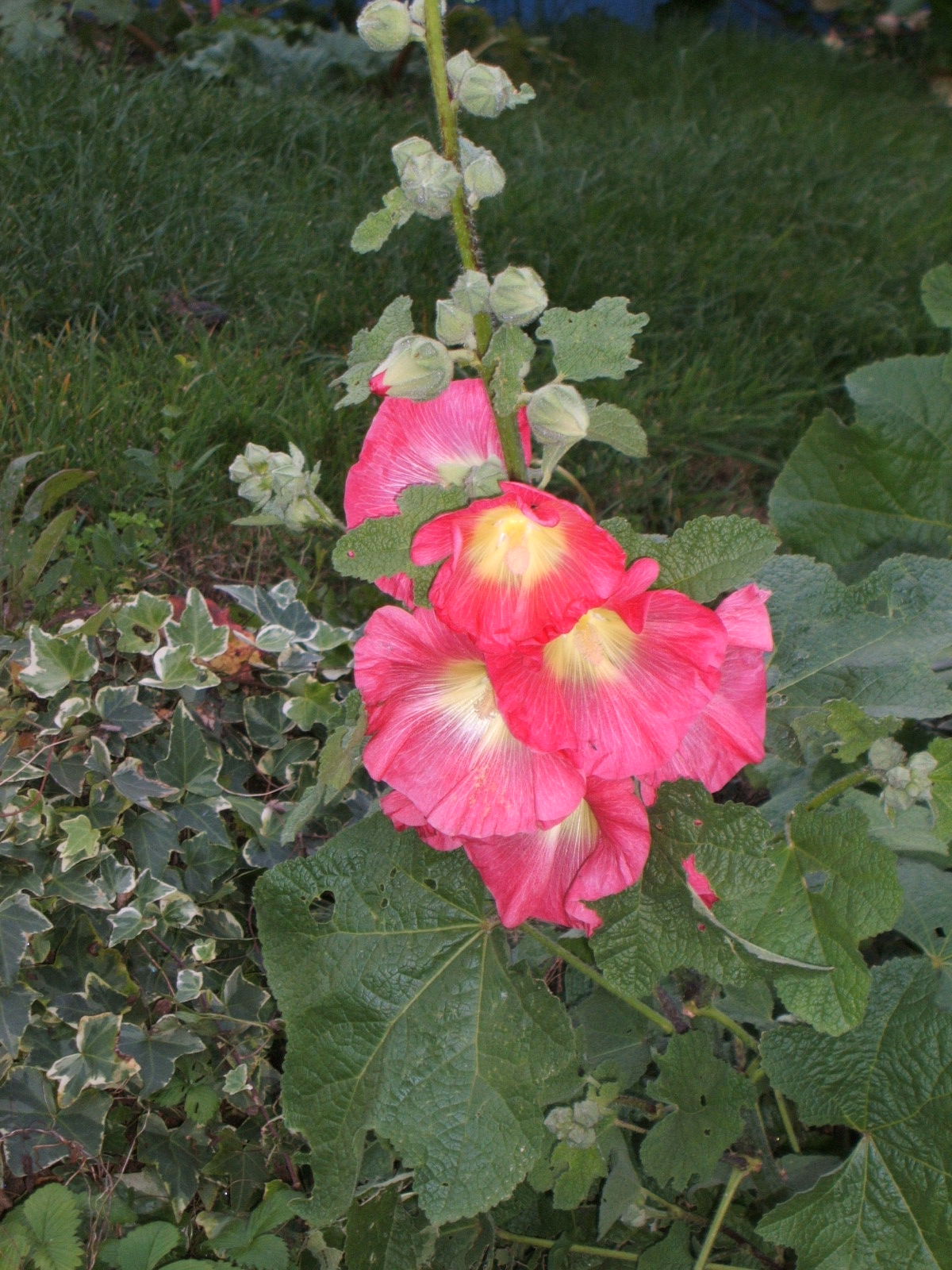
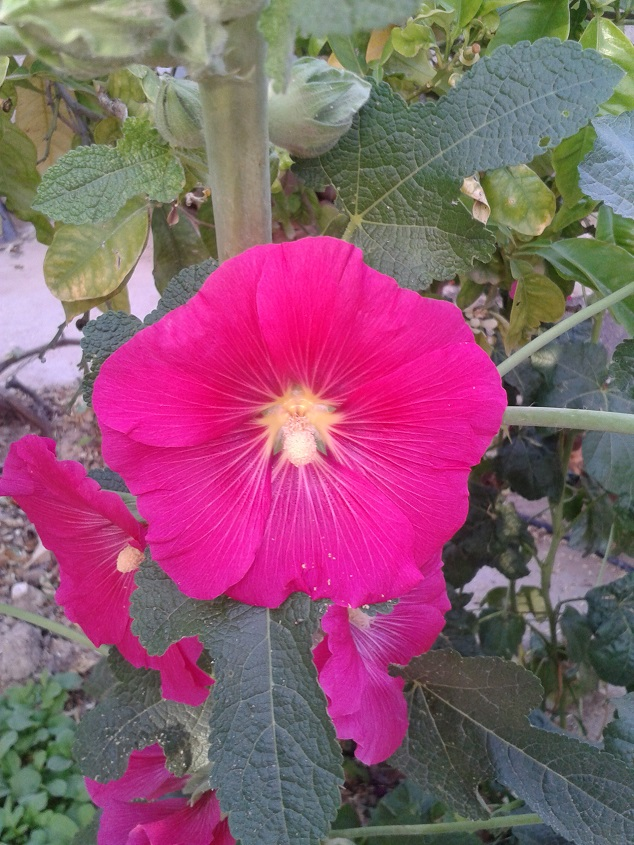
گل ختمی باغی بزرگ با رنگ سرخ
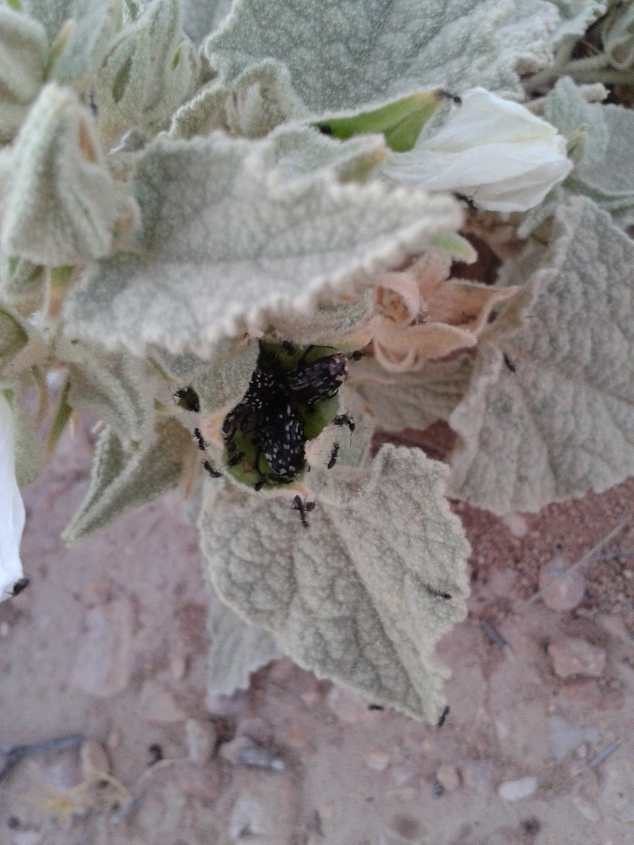
استفاده حشرات از گل ختمی کوهی
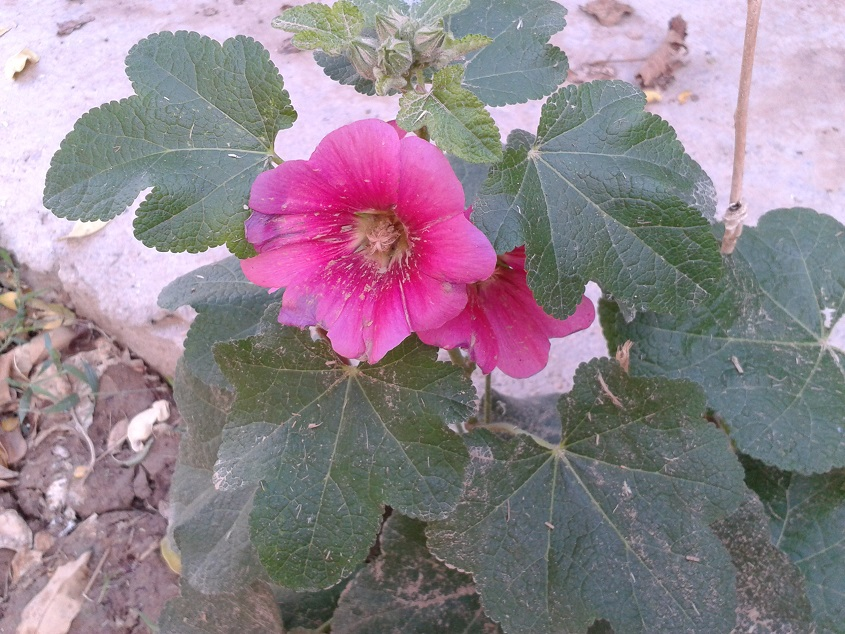